# Klaviziterium

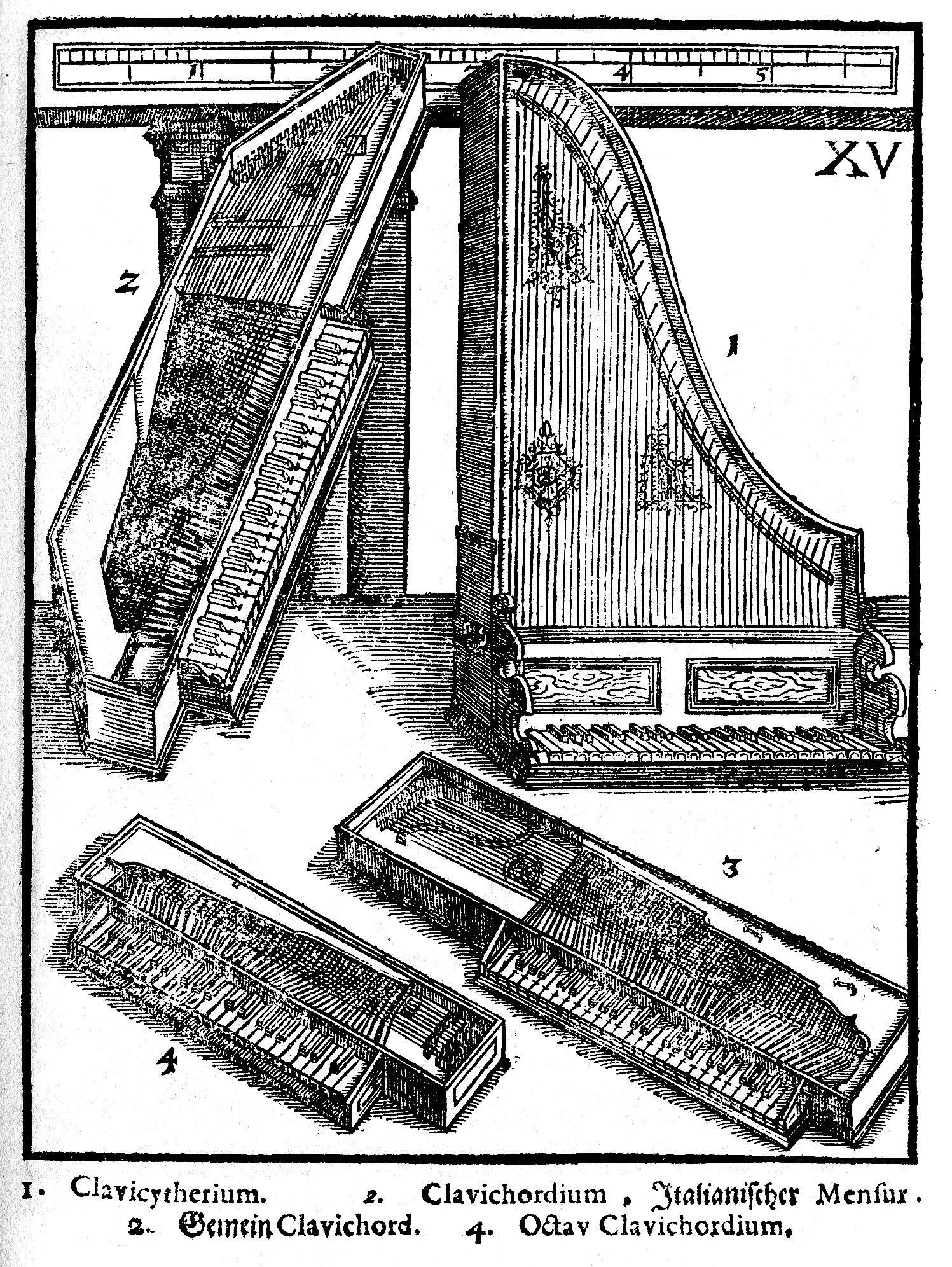
Clavicytherium (oben rechts) (In: Michael Praetorius: Syntagma musicum, 1615–1619)

Das Klaviziterium oder Clavicytherium (auch Claviciterium, Klavizitherium oder Klavicitherium) ist ein besaitetes Tasteninstrument, bei dem die Tonerzeugung durch Anreißen der Saiten mittels Kielen wie beim Cembalo geschieht. Beim Clavicytherium steht der Korpus jedoch aufrecht und die Saiten verlaufen senkrecht, also vertikal zu den Tasten, wodurch es platzsparend an einer Wand platziert werden kann.
Der Name Clavicytherium setzt sich zusammen aus den lateinischen Wörtern clavis für Taste, und cytherium, was man gemeinhin von der antiken griechischen Kithara ableitet – demnach würde eine wörtliche Übersetzung ins Deutsche lauten: „Tasten-Kithara“ (oder „Tasten-Zither“). Der Wortteil cytherium lässt sich allerdings auch von dem lateinischen Adjektiv cythereus oder cythereius ableiten: Das bedeutet „der Venus heilig“, weil sich auf der Insel Kythera (heute Kythira) ein bedeutendes Heiligtum dieser Göttin befand. Demnach wäre das Clavicytherium ein „der Venus geweihtes Tasteninstrument“.
Schon 1388, in einem Brief Johanns I. von Aragón an Philipp den Kühnen von Burgund, wird ein Instrument erwähnt, das „einer Orgel ähnelt, aber das mit Saiten klingt“ (semblant dorguens que sona ab cordes) – dieses Instrument könnte ein Clavicytherium gewesen sein. Das würde bedeuten, dass es älter als das Cembalo ist. Der Name „Clavicytherium“ erscheint zum ersten Mal 1511 in Sebastian Virdungs Musica getutscht.
Clavicytherien waren anscheinend eher selten, wurden aber bis zum 18. Jahrhundert gebaut, später auch mit Hammerklaviermechanik.
Erhaltene Instrumente (ohne Anspruch auf Vollständigkeit):
- Das früheste erhaltene Clavicytherium ist ein kleines anonymes Instrument von ca. 1470/1480, vermutlich aus Ulm; es befindet sich heute im Royal College of Music in London und ist das älteste erhaltene Kielinstrument überhaupt.[5] Es hat als Besonderheit nur einen halben Resonanzboden, andere Instrumente mit diesem Detail gibt es in Oslo: Norsk Folkmuseum (Anonymus), und in Stockholm: Musikmuseet (Henning Hake 1657).[6] Im oberen Bereich schwingen die Saiten frei wie bei einer Harfe. Das Instrument hat nur ein ungedämpftes Register, d. h., der Klang kann nach dem Anzupfen der Saite ungehindert ausschwingen, mit einem „ätherischen“ Effekt, der an ein Psalterium erinnert.[7]
- Ein anonymes Clavicytherium typisch süddeutscher Provenienz von ca. 1620 im Germanischen Nationalmuseum Nürnberg. Dies ist ein außergewöhnliches und klanglich farbiges Instrument mit drei 8'-Registern bei nur zwei 8'-Saitenbezügen, und einer 4'-Oktave. Einer der beiden 8'-Bezüge kann von zwei verschiedenen Registern an verschiedenen Stellen angezupft werden und produziert daher zwei verschiedene Klangqualitäten: Ein dunkles virginalartiges Register und ein Nasalregister, der dritte 8' liegt dazwischen und hat einen „normalen“ silbrigen Cembaloklang. Auch der 4' ist ein Nasalregister. Mindestens eines der Register hat außerdem Messingplektren, und geteilte Register, wie beispielsweise bei spanischen Orgeln – d. h., es können im Bass und im Diskant verschiedene Klänge gewählt werden.[8]
- Ein anonymes italienisches Clavicytherium des 17. Jahrhunderts hat ein viereckiges Gehäuse mit bemalten Flügeltüren (wie eine Orgel) und ein Bild von König David im Inneren, der das eigentliche Instrument scheinbar wie eine Harfe spielt (New York, Metropolitan Museum of Art).[9]
- Ein prunkvolles Pyramiden-Clavicytherium von Martin Kaiser aus der 2. Hälfte des 17. Jahrhunderts, heute im Kunsthistorischen Museum Wien stammt aus dem Besitz Kaiser Leopolds I. Es ist verziert mit Schildpatt, Elfenbein und vergoldeter Bronze. Dieses Instrument hat nicht die typische unregelmäßige Cembalo- oder Harfenform – bedingt durch die langen Bass-Saiten links, und die kurzen Diskant-Saiten rechts –, sondern eine symmetrische Form mit konkav geschwungenen Seitenwänden rechts und links. Die langen Basssaiten stehen also alle in der Mitte, die kurzen Saiten links und rechts. Es ist eine ausgeklügelte Mechanik notwendig, damit diese ungewöhnliche Saitenanordnung von den Tasten aus bespielt werden kann. Ein anderes Pyramiden-Clavicytherium von einem italienischen Cembalobauer (17. Jahrhundert) ist erhalten in Rom im Museo Nazionale degli Strumenti musicali.[10]
- Drei Clavicytherien sind erhalten von dem süd-niederländischen Cembalobauer Albert Delin, eines von 1751 im Musée Instrumental Brüssel, die anderen beiden im Staatlichen Institut für Musikforschung Berlin (1752), und im Gemeentemuseum Den Haag (ca. 1760).[11] Delins Instrumente haben eine Disposition von zwei 8'-Registern mit Lautenzug.[12]
- Aus der zweiten Hälfte des 18. Jahrhunderts sind drei Clavicytherien aus Irland erhalten, eines davon zugleich ein Claviorganum von Woffington (Privatsammlung Japan), die anderen beiden in Pyramidenform (Ferdinand Weber 1764 und Henry Rother 1774).[13]
- Das erste Clavicytherium mit Pianoforte-Mechanik stammt von dem Sizilianer Domenico del Mela 1739, es befindet sich im Museo degli Strumenti musicali in Florenz.[14]
- Von Christian Ernst Friederici sind drei Pyramiden-Pianos erhalten, eines davon (1745) im Musée Instrumental Brüssel.[15]
- Im 19. Jahrhundert wurden gelegentlich Pianos in Form eines Clavicytheriums gebaut, diese Instrumente wurden jedoch normalerweise anders benannt: Ein Pyramiden-Piano von Conrad Graf von ca. 1829 (Gemeentemuseum Den Haag) ist ein pompöses Möbelstück im ägyptisch angehauchten Empirestil mit Doppeladler und Lyra und mit Skulpturen, die Kerzenleuchter halten. Es wurde angeblich für einen reichen ungarischen Geschäftsmann gebaut, der „etwas Ungewöhnliches“ haben wollte.[16] Ähnlich pompös ist ein sogenanntes Giraffen-Piano von Corneille Charles Emanuel van der Does (ca. 1820), in Wirklichkeit ein Empire-Clavicytherium in der normalen schrägen Form – mit Löwen-Karyathiden als Beine und einer rein dekorativen Säule an der linken Seite.[17]

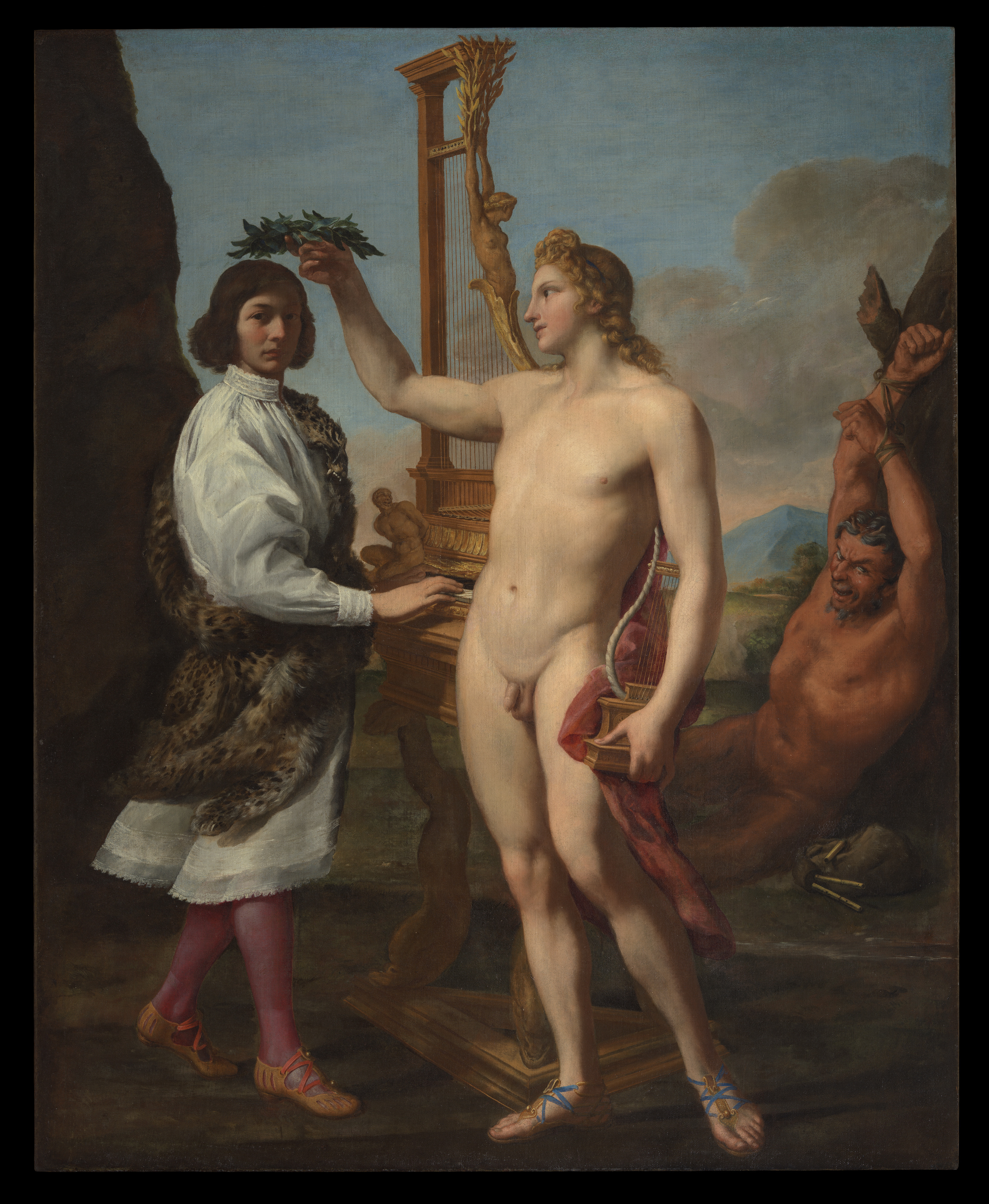
Andrea Sacchi: Marc’Antonio Pasqualini gekrönt von Apollo (1641). Der berühmte Sänger spielt auf einem harfenartigen Clavicytherium ohne Resonanzboden, das auch von Mersenne 1636 erwähnt wird

Das Clavizytherium kann als Vorläufer der aufrecht stehenden Klaviere (Pianinos) betrachtet werden.
Das historische Clavizytherium erlebte in den 1950er Jahren eine Renaissance, als J. C. Neupert (Bamberg) ein so bezeichnetes Cembalino in Kleinklavier-Form mit einklappbarer Klaviatur und senkrechtem Bezug in Serie fertigte.

## CD-Einspielungen
All Lust und Freud - The Clavicytherium of the Germanisches Nationalmuseum, Nuremberg, South German Keyboard Music around 1600, Bernhard Klapprott, (anonym, Deutschland ca. 1620), Aeolus, CD-Einspielung 2019